# Joga (astrologia)
Joga (astrologia) – w systemie astrologii wedyjskiej połączenie planet ze sobą lub z innymi ważnymi punktami horoskopu. Odpowiednikiem w astrologii europejskiej jest jeden z aspektów: koniunkcja.